# Bossiaea foliosa
Bossiaea foliosa är en ärtväxtart som beskrevs av Allan Cunningham. Bossiaea foliosa ingår i släktet Bossiaea och familjen ärtväxter. Inga underarter finns listade i Catalogue of Life.